# Friedrich Wolf (Chemiker)

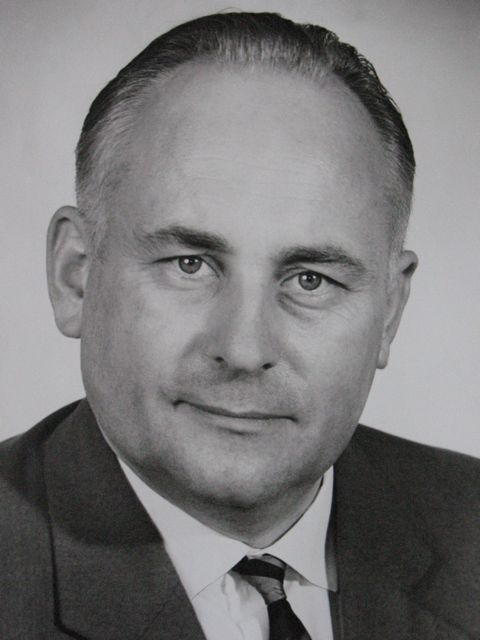
Friedrich Wolf

Friedrich Wolf (* 9. Februar 1920 in Leipzig; † 20. Januar 1986 in Halle (Saale)) war ein deutscher Chemiker.
Er war seit 1965 Professor an der Martin-Luther-Universität Halle-Wittenberg in Halle (Saale). Seine Hauptforschungsgebiete waren die Grenzflächenchemie und Adsorptionstechnik.

## Leben
Nach Ablegen des Abiturs 1938, Reichsarbeitsdienst und Militärzeit begann F. Wolf 1943 an der Universität Leipzig sein Chemiestudium, das durch die Kriegsereignisse 1944 unterbrochen und 1946 an der Universität Halle fortgesetzt wurde.
1949 ging er nach der Diplomprüfung als Industriechemiker und Mitarbeiter von Robert Grießbach in die Farbenfabrik Wolfen (1969 mit der Gründung VEB Chemiekombinat Bitterfeld in dieses Kombinat eingegliedert). 
Wolf promovierte 1953 an der Universität Halle, blieb aber in Wolfen, wo er 1955 Leiter des Forschungsbereichs Anorganische Chemie und Wofatite und 1958 Leiter des anorganischen Labors wurde. Er habilitierte sich 1961 an der Universität Halle und wurde im selben Jahr Direktor für Forschung und Entwicklung in der Farbenfabrik und gleichzeitig Dozent für Technische Chemie an der Martin-Luther-Universität Halle-Wittenberg (MLU). Bei Grießbach bearbeitete Wolf Fragen der Synthese und Charakterisierung von Ionenaustauscherharzen. Er untersuchte zunächst deren katalytische Eigenschaften. Während seiner Habilitation beschäftigte er sich mit Moleküladsorption an derartigen Harzen sowie mit Adsorptionstechniken. 1961–1963 war Wolf am Aufbau der großtechnischen Synthese der Ionenaustauscherharze beteiligt.
In den 1960er Jahren setzte eine stürmische Entwicklung der großtechnischen Herstellung zeolithischer Adsorbenzien und Katalysatoren ein. Der Arbeitsgruppe von Friedrich Wolf an der Martin-Luther-Universität in Halle gelang es, die ersten Zeolithe auf deutschem Boden zu synthetisieren und im Chemiekombinat Bitterfeld ein Herstellungsverfahren zur Produktionsreife zu führen (Einsatz der industriell hergestellten Zeolithe im PAREX-Verfahren zur Gewinnung von geradkettigen Alkanen).
1963 berief man Wolf als Professor mit vollem Lehrauftrag für Technische Chemie an die Universität Halle. Dort erhielt er 1965 den Lehrstuhl für Technische Chemie. Im selben Jahr wurde Wolf zum Rektor der MLU gewählt und übte diese Funktion bis 1971 aus. Während seiner Tätigkeit an der Universität schuf er eine enge Bindung zur Industrie und ihren Problemen, die sich in einer praxisnahen Ausbildung der Studenten niederschlug. Wolf ebnete einer großen Zahl junger Chemiker ohne Kaderauswahl den Weg zur Promotion. Im Übrigen hat er wie kein anderer Hochschullehrer an der Sektion Chemie die wirtschaftlichen Mängel der DDR erkannt und in unnachahmlicher Art in Leipziger Mutterwitz verpackt („How many dollars?“) auch öffentlich benannt.
In seinen Forschungen konzentrierte sich Wolf vor allem auf die Synthese und Anwendung von silikatischen Materialien, deren große Bedeutung er früh erkannte. Die Forschungen an Kunstharzionenaustauschern setzte er fort. Darüber hinaus wurden physikochemische Methoden für die industrielle Praxis bearbeitet.
Auch außerhalb der Universität war Wolf ein geachteter Wissenschaftler. Von 1963 bis 1965 war er Vorsitzender der Chemischen Gesellschaft der DDR und ab 1971 korrespondierendes Mitglied der Akademie der Wissenschaften der DDR sowie ordentliches Mitglied der Sächsischen Akademie der Wissenschaften. Für seine wissenschaftliche Arbeit erhielt er 1959 und 1966 den Nationalpreis sowie zahlreiche andere Auszeichnungen.